# Бушир (остан)

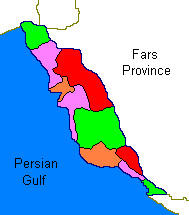
Административное деление остана Бушир

Буши́р (перс.  بوشهر‎ [buːˈʃehr] — Бушехр) — один из 31 остана Ирана. Находится на юге страны на берегу Персидского залива. Площадь — 22 743 км². Административный центр — город Бушир, другие крупные города — Боразджан, Бендер-Генаве, Хормудж и другие. В остане девять шахрестанов. В 2006 году население составляло 886 267 человек.

## История
Французские раскопки в 1913 году показали, что история Бушира берёт своё начало ещё в домусульманское время, в эпоху Элама. Археологами были найдены надписи древнего населения Сузианы, некоторые из которых относятся к VIII веку до н. э.. Однако, считается, что даже в X веке в Бушире ещё не существовало гавани, имевшей серьёзное значение. Здешняя территория в то время была известна как «Морской берег» (в переводе с арабского), основную часть её населения составляли арабы.
В начале XVI века на побережье появились первые европейские колонисты. В 1506 году португальцы основали здесь крепость «Решир», но, впоследствии, Аббас I нанёс им поражение и вынудил покинуть Иран.
В XVIII веке Бушир стал играть роль главной гавани в империи Надир-шаха, который в 1734 году выбрал его для постройки флота в Персидском заливе с помощью английских советников.
Условия якорной стоянки и выгрузки товаров были крайне неблагоприятны: гавань не защищена от ветров и в плохую погоду недоступна, кроме того, незначительная глубина не позволяла заходить в неё крупным судам, и товары приходилось перегружать на туземные баржи. Несмотря на это, удобство транспортных связей с центром страны сосредоточило в Бушире значительную часть торговли с Китаем, Индией и Европейскими государствами, которая почти полностью находилась в руках англичан.
В апреле 2013 года в Бушире произошло землетрясение магнитудой 6,3. В результате погибло, по меньшей мере, 37 человек.

## Административное деление
Провинция делится на 9 шахрестанов:
1. Бушир
2. Генаве
3. Дейер
4. Дейлем
5. Дешти
6. Дештестан
7. Джем
8. Кенган
9. Тенгестан

## Крупнейшие города
- Бушир (165 тыс.)
- Боразджан (95 тыс.)
- Бендер-Генаве (60 тыс.)
- Хормудж (32 тыс.)
- Бендер-Кенган (25 тыс.)
- Бендер-Дейлем (21 тыс.)
- Бендер-Дейер (20 тыс.)
- Чогадек (17 тыс.)
- Абпахш (16 тыс.)
- Ахрам (13 тыс.)
- Джем (12 тыс.)
- Вахдаттийе (12 тыс.)
- Каки (11 тыс.)

## Экономика
Основные отрасли экономики — добыча нефти и газа, химическая, нефтеперерабатывающая, судостроительная, пищевая, текстильная промышленность, производство стройматериалов и металлоконструкций, торговля, транспорт, энергетика, сельское хозяйство (финики, цитрусовые, алоэ), рыболовство, туризм.
В городе Бушир расположены важный порт (второй по значению в Иране, после Бендер-Аббаса) и Свободная экономическая зона; также здесь базируется судостроительная компания SADRA (Iran Marine Industrial Company). На острове Харг расположены нефтехимический завод National Iranian Petrochemical Company и нефтяной терминал. В городе Бендер-Генаве расположена Особая экономическая зона.

### Остров Харк
На острове Харк (также — Харг) находятся основные месторождения нефти, которые пострадали во время ирано-иракской войны от налетов иракской авиации.

### АЭС в Бушире
В районе Бушира действует атомная электростанция. Строительство было начато в 1975 году немецким концерном Kraftwerk Union и остановлено в 1980 году из-за санкций против Ирана после Исламской революции. В 1992 году было подписано межправительственное соглашение о строительстве в Иране АЭС с российскими реакторами ВВЭР-1000. В 1998 году компания «Атомстройэкспорт» приступила к достройке. Из-за поставленного Ираном условия использовать немецкие сооружения и часть оборудования, что является чрезвычайно технически сложной задачей, реализация проекта затянулась

## Достопримечательности
В городе Бушир интересны старинные мечети и руины голландской крепости, в окрестностях — руины древнего поселения. В городе Боразджан расположены старинная крепость и большое кладбище, в окрестностях — руины дворца Бардак-Сиах и других построек эпохи Ахеменидов. В городе Хормудж расположены древняя крепость и руины зороастрийского храма. В городе Тахери расположены руины порта Сираф эпохи Сасанидов (включая крепость, храм и базар). На острове Харк расположены руины голландской крепости и старинной церкви. Также в провинции интересна пещера Чехельханех.
Несмотря на свой уникальный потенциал, Бушир всё ещё остаётся останом, нуждающемся в развитии туризма и испытывает серьёзный недостаток в необходимых для этого инвестициях. В городе Бушире есть трёхзвёздочные отели, аэропорт и традиционные современные развлечения. Комиссия по культурному наследию Ирана обозначила в остане 45 городов и мест исторического и культурного значения.